# Salmo 19
O Salmo 19 é o 19.º salmo do Livro dos Salmos, geralmente conhecido em português por seu primeiro versículo na Versão Almeida Corrigida Fiel: "Os céus declaram a glória de Deus e o firmamento anuncia a obra das suas mãos." Na versão grega da Septuaginta da Bíblia e em sua tradução latina Vulgata, esse salmo é o Salmo 18 em um sistema de numeração ligeiramente diferente. Em latim, é conhecido como "Caeli enarrant gloriam Dei". A tradição judaica atribui a autoria deste salmo a Davi, visto que a inscrição acima do Salmo traz a referência respectiva.
O salmo considera a glória de Deus na criação, e reflete sobre o caráter de Deus e o uso "da lei do Senhor". O salmo é uma parte regular das liturgias judaica, católica, anglicana, ortodoxas orientais e protestante. O salmo foi várias vezes transformado em música, textos e composições, notadamente por Heinrich Schütz, por Johann Sebastian Bach que começou uma cantata com seu início, por Joseph Haydn, que baseou o seu oratório musical Die Schöpfung no salmo, e por Ludwig van Beethoven, que estabeleceu uma paráfrase de Gellert em "Die Himmel rühmen des Ewigen Ehre".

## Texto
O Salmo 19 foi escrito originalmente na língua hebraica, e está dividido em 14 versículos (sendo que o primeiro versículo da versão hebraica é a inscrição acima nas versões atuais que faz referência a Davi como o autor do Salmo).

### Versão da Bíblia Hebraica
O texto a seguir está relatado conforme o original da Bíblia Hebraica:
| Versículos | Hebraico                                             |
| ---------- | ---------------------------------------------------- |
| 1          | לַֽ֜מְנַצֵּ֗חַ מִזְמ֥וֹר לְדָוִֽד                                     |
| 2          | הַשָּׁמַ֗יִם מְסַפְּרִ֥ים כְּבוֹד־אֵ֑ל וּמַֽעֲשֵׂ֥ה יָ֜דָ֗יו מַגִּ֥יד הָֽרָקִֽיעַ           |
| 3          | י֣וֹם לְ֖יוֹם יַבִּ֣יעַ אֹ֑מֶר וְלַ֥יְלָה לְּ֜לַ֗יְלָה יְחַוֶּה־דָּֽעַת               |
| 4          | אֵ֣ין אֹ֖מֶר וְאֵ֣ין דְּבָרִ֑ים בְּ֜לִ֗י נִשְׁמָ֥ע קוֹלָֽם                     |
| 5          | בְּכָל־הָאָ֨רֶץ יָצָ֚א קַוָּ֗ם וּבִקְצֵ֣ה תֵ֖בֵל מִלֵּיהֶ֑ם לַ֜שֶּׁ֗מֶשׁ שָׂ֤ם אֹ֥הֶל בָּהֶֽם     |
| 6          | וְה֗וּא כְּ֖חָתָן יֹצֵ֣א מֵֽחֻפָּת֑וֹ יָשִׂ֥ישׂ כְּ֜גִבּ֗וֹר לָר֥וּץ אֹֽרַח              |
| 7          | מִקְצֵ֚ה הַשָּׁמַ֨יִם מֽוֹצָא֗וֹ וּתְקֽוּפָת֥וֹ עַל־קְצוֹתָ֑ם וְאֵ֥ין נִ֜סְתָּ֗ר מֵֽחַמָּתֽוֹ    |
| 8          | תּ֘וֹרַ֚ת יְהֹוָ֣ה תְּ֖מִימָה מְשִׁ֣יבַת נָ֑פֶשׁ עֵד֖וּת יְהֹוָ֥ה נֶֽ֜אֱמָנָ֗ה מַחְכִּ֥ימַת פֶּֽתִי |
| 9          | פִּקּ֘וּדֵ֚י יְהֹוָ֣ה יְ֖שָׁרִים מְשַׂמְּחֵי־לֵ֑ב מִצְוַ֖ת יְהֹוָ֥ה בָּ֜רָ֗ה מְאִירַ֥ת עֵינָֽיִם  |
| 10         | יִרְאַ֚ת יְהֹוָ֨ה טְהוֹרָה֘ עוֹמֶ֪דֶת לָ֫עַ֥ד מִשְׁפְּטֵֽי־יְהֹוָ֥ה אֱמֶ֑ת צָֽדְק֥וּ יַחְדָּֽו   |
| 11         | הַנֶּֽחֱמָדִ֗ים מִ֖זָּהָב וּמִפָּ֣ז רָ֑ב וּמְתוּקִ֥ים מִ֜דְּבַ֗שׁ וְנֹ֣פֶת צוּפִֽים         |
| 12         | גַּם־עַ֖בְדְּךָ נִזְהָ֣ר בָּהֶ֑ם בְּ֜שָׁמְרָ֗ם עֵ֣קֶב רָֽב                        |
| 13         | שְׁגִיא֥וֹת מִֽי־יָבִ֑ין מִנִּסְתָּר֥וֹת נַקֵּֽנִי                          |
| 14         | גַּ֚ם מִזֵּדִ֨ים חֲשׂ֬ךְ עַבְדֶּ֗ךָ אַל־יִמְשְׁלוּ־בִ֖י אָ֥ז אֵיתָ֑ם וְ֜נִקֵּ֗יתִי מִפֶּ֥שַֽׁע רָֽב |
| 15         | יִֽהְי֥וּ לְרָצ֨וֹן אִמְרֵי־פִ֡י וְהֶגְי֣וֹן לִבִּ֣י לְפָנֶ֑יךָ יְ֜הֹוָ֗ה צוּרִ֥י וְגֹֽאֲלִֽי  |

### Versão Almeida Corrigida Fiel
O texto a seguir está relatado conforme a versão Almeida Corrigida Fiel:
1. Os céus declaram a glória de Deus e o firmamento anuncia a obra das suas mãos.
2. Um dia faz declaração a outro dia, e uma noite mostra sabedoria a outra noite.
3. Não há linguagem nem fala onde não se ouça a sua voz.
4. A sua linha se estende por toda a terra, e as suas palavras até ao fim do mundo. Neles pôs uma tenda para o sol,
5. O qual é como um noivo que sai do seu tálamo, e se alegra como um herói, a correr o seu caminho.
6. A sua saída é desde uma extremidade dos céus, e o seu curso até à outra extremidade, e nada se esconde ao seu calor.
7. A lei do Senhor é perfeita, e refrigera a alma; o testemunho do Senhor é fiel, e dá sabedoria aos símplices.
8. Os preceitos do Senhor são retos e alegram o coração; o mandamento do Senhor é puro, e ilumina os olhos.
9. O temor do Senhor é limpo, e permanece eternamente; os juízos do Senhor são verdadeiros e justos juntamente.
10. Mais desejáveis são do que o ouro, sim, do que muito ouro fino; e mais doces do que o mel e o licor dos favos.
11. Também por eles é admoestado o teu servo; e em os guardar há grande recompensa.
12. Quem pode entender os seus erros? Expurga-me tu dos que me são ocultos.
13. Também da soberba guarda o teu servo, para que se não assenhoreie de mim. Então serei sincero, e ficarei limpo de grande transgressão.
14. Sejam agradáveis as palavras da minha boca e a meditação do meu coração perante a tua face, Senhor, Rocha minha e Redentor meu!

## Comentários
Elogiando a poesia deste salmo, o escritor britânico C. S. Lewis, do século XX, refere-se a este salmo dizendo: "Considero este salmo o maior dos poemas do Saltério e um dos maiores poemas líricos do mundo."
De acordo com o pregador batista Charles Spurgeon, este salmo compara e contrasta "o estudo dos dois grandes livros de Deus - a natureza e as Escrituras". Explicando a ênfase nos céus, Spurgeon explica: "O livro da natureza tem três folhas, céu, terra e mar, das quais o céu é a primeira e a mais gloriosa..." Começando no versículo 7 (ACF), o salmista então exalta a perfeição da lei de Moisés e "a doutrina de Deus, toda a execução e regra da Sagrada Escritura". John Mason Good teoriza que este salmo foi composto pela manhã ou por volta do meio-dia, quando o sol brilhante eclipsa os outros corpos celestes; ele contrasta isso com o Salmo 8, no qual o salmista contempla o céu estrelado à noite.
Sobre os versículos, Artur Weiser afirma que a primeira parte (versículos 1 ao 7) é uma canção completamente distinta da segunda (versículos 8 ao 15). Ele defende que não só os assuntos, mas também a métrica, a linguagem e o tom são distintos e as duas partes não poderiam ter sido compostas pelo mesmo autor. C.S. Lewis, por outro lado, indica a natureza como "um índice, um símbolo, uma manifestação do Divino" e aponta que aqui "o sol que busca e purifica torna-se uma imagem da Lei de busca e limpeza", na qual ele suprime a ideia desses dois assuntos não serem correlacionados. Rav Elchanan Samet identifica os mesmos problemas que Weiser: "Essas duas metades são notavelmente diferentes uma da outra em seu conteúdo, bem como em seu estilo, a ponto de ser difícil apontar conexões verbais, estilísticas ou conceituais entre elas." No entanto, ele aponta que essas duas partes estão em unidade desde a Septuaginta e concorda com isso, referindo que "a inclinação para adotar essa postura [crítica] à essa questão é suscetível de se originar da preguiça intelectual dos críticos".
Os comentaristas judeus clássicos apontam para a conexão que o salmista faz entre o sol e a Torá. Essas conexões incluem: a Torá ilumina o homem, assim como o sol ilumina seu caminho (Rashi); tanto o sol quanto a Torá testemunham a glória de seu Criador (Ibn Ezra e Radak); a Torá é mais perfeita, integral ou completa do que o poderoso sol (David Altschuler); enquanto o sol transmite a glória e grandeza de Deus no mundo físico, a Torá expressa a glória de Deus no reino espiritual (Malbim).

## Usos
O versículo final em ambas as versões hebraica e ACF, "Sejam agradáveis as palavras da minha boca e a meditação do meu coração perante a tua face, Senhor, Rocha minha e Redentor meu!", é usado como uma oração em ambas as tradições judaicas e cristãs. Uma versão que se refere à "meditação de nossos corações", ou seja, os da congregação, é frequentemente usada no início de um sermão.

### Judaísmo
- O Salmo 19 é recitado durante o Pesukei dezimra, o Sabá e a Yom Tov.[12][15] Também é recitado como o salmo do dia na Shavuot no Gra sidur.[12] Em Sidur Avodas Yisrael, é recitado como o salmo do dia no Chanucá, e como o salmo de Shabat para a porção da Torá de Yitro.[12] Alguns dizem este salmo no dia do casamento e como uma oração por orientação celestial.[16]
- Os versos deste salmo são recitados antes de cada hakafah na Simchat Torá.[11]
- No antigo texto judaico Perek Shirah, o versículo 2 (em hebraico) é dito pelos céus e o versículo 3 é dito pelo dia.[12][17]
- Os versículos 8 e 9 (em hebraico) são recitados na sinagoga depois que a primeira pessoa é chamada ao bema para a leitura da Torá.[12][18]
- Os versículos 12 e 13 (em hebraico) fazem parte do Selichos, que é um conjunto de poemas e orações penitenciais judaicas.[12]
- O versículo 15 (em hebraico) é recitado em várias partes do serviço de oração judaico, incluindo: na conclusão da Amidá;[12][19] durante a remoção do rolo da Torá da Arca em Rosh Hashaná, Yom Kipur e Yom Tov;[12][20] como parte do Selichos;[12] e na conclusão da Tefilá Zakah, uma oração para a véspera do Yom Kippur.[21]

### Novo Testamento
- O versículo 4 é citado em Romanos 10:18.[22]

### Igreja Católica
- Na Regra de São Bento da Ordem de São Bento, o salmo deve ser recitado no Prime aos sábados.[23]

### Livro de Oração Comum
- No Livro de Oração Comum da Igreja Anglicana, este salmo é designado para ser lido na manhã do quarto dia do mês.[24]

## Composições métricas e musicais
O salmo foi várias vezes transformado em música, textos e composições. Configurações notáveis para composições em alemão incluem: Heinrich Schütz em Die Himmel, Herr, preisen Dein göttliche Macht und Ehr (1628); Johann Sebastian Bach na cantata Die Himmel erzählen die Ehre Gottes (1723); Joseph Haydn em "Die Himmel erzählen" ("Os céus estão declarando") – o refrão no final da parte 1 de seu oratório Die Schöpfung (1798); e Ludwig van Beethoven em sua canção de 1803 para voz e piano, "Die Himmel rühmen des Ewigen Ehre", estabelecendo uma paráfrase de Gellert em "Die Himmel rühmen des Ewigen Ehre", uma canção de uma coleção lied de 1803. No cristianismo protestante, várias configurações métricas do Salmo 19 foram publicadas, incluindo "Os céus e o firmamento no alto declaram maravilhosamente" em The Whole Booke of Psalmes (Thomas Sternhold e John Hopkins, 1584) e "Os céus declaram a glória de Deus" no Saltério Escocês (1650).
A música rastafari "Rivers of Babylon" (gravada em 1970 pelo grupo The Melodians) inclui uma referência à Amidá através do versículo 14 do Salmo 19 em inglês, juntamente com uma referência ao Salmo 137 que foi escrito em memória da primeira destruição de Sião (Jerusalém) pelos babilônios em 586 a.C. (a cidade e o Segundo Templo foram destruídos em 70 d.C. pelos romanos). Esta música também foi popularizada como um cover gravado pelo grupo Boney M em 1978. Na França, Jean-Joseph Cassanéa de Mondonville compõe em 1749, le grand motet de type versaillais "Cæli enarrant gloriam Dei" e Camille Saint-Saëns compõe em 1865 um "Cæli enarrant" (Psaume XVIII) op. 42. "Torat Hashem Temimah" (A palavra de Deus é perfeita), consistindo nas primeiras cinco palavras do versículo 8 (em hebraico), é uma canção popular judaica.

### Outros
"Os juízos do Senhor são verdadeiros e justos juntamente" (ACF), uma frase do Salmo 19:9, está inscrita no Lincoln Memorial, em Washington, D.C..